# Turi Zsolt
Turi Zsolt (Pécs, 1966. október 18. –) labdarúgó, középpályás.

## Pályafutása
1984 és 1993 között a Pécsi MSC labdarúgója volt. 1985. május 4-én mutatkozott be az élvonalban a Ferencváros ellen, ahol 1–1-es döntetlen született. Tagja volt az 1985–86-os bajnoki ezüstérmes csapatnak. 1993 és 1996 között az Újpesti TE labdarúgója volt, ahol az 1944-95-ös idényben ezüst-, az 1995–96-os idényben bronzérmet szerzett a csapattal.. 1996 őszén a másodosztályú DD Gáz csapatában szerepelt. 1997 tavaszán visszatért Pécsre és itt fejezte be élvonalbeli pályafutását. Az élvonalban 214 bajnoki mérkőzésen 50 gólt szerzett.

## Sikerei, díjai
- Magyar bajnokság
  - 2.: 1985–86, 1994–95
  - 3.: 1995–96
- Magyar kupa
  - győztes: 1990[1]
  - döntős: 1987[1]